# Christophe Kempé
Christophe Maurice Jean Kempé (Aubervilliers, 27 de maio de 1975) é um handebolista profissional francês, campeão olímpico.